# Peter Gülke

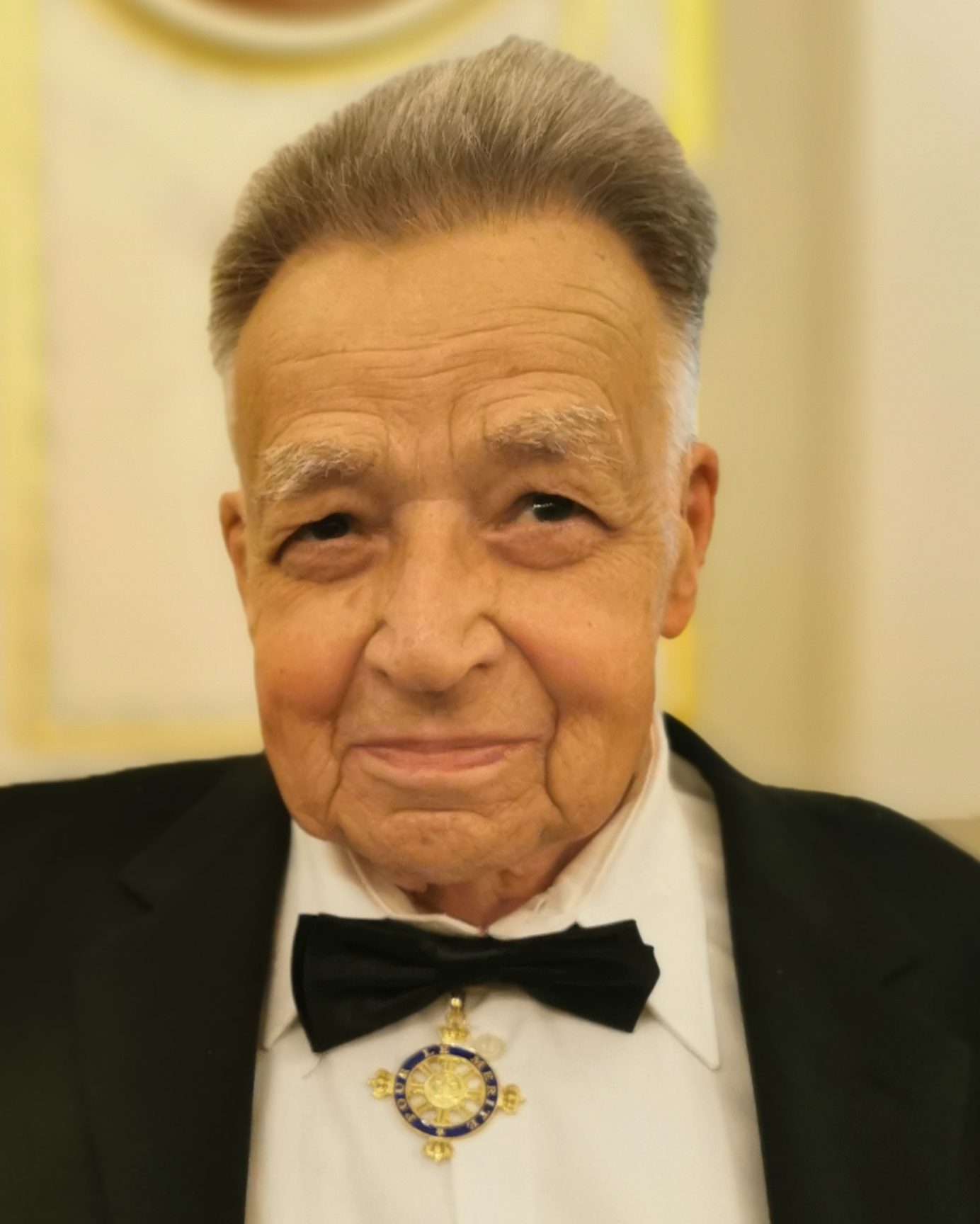
Peter Gülke mit dem Orden Pour le Mérite (2025)

Peter Ludwig Gülke (* 29. April 1934 in Weimar) ist ein deutscher Dirigent, Musikwissenschaftler und Musikschriftsteller.

## Leben und musikalisches Wirken
Peter Gülke legte sein Abitur 1952 in Weimar ab. Daran schloss sich von 1952 bis 1957 ein Studium (Violoncello, Musikwissenschaft, Romanistik und Germanistik) an der Hochschule für Musik Weimar und den Universitäten Jena und Leipzig. Danach lehrte er an der Universität Leipzig. 1958 erfolgte seine Promotion in Leipzig bei Heinrich Besseler.
Von 1959 bis 1964 war er Repetitor, Dramaturg und Kapellmeister am Theater Rudolstadt, von 1964 bis 1965 Musikalischer Oberleiter am Theater der Altmark in Stendal, von 1966 bis 1969 Chefdirigent am Hans Otto Theater in Potsdam und von 1972 bis 1976 Chefdirigent am Stralsunder Theater. Von 1976 bis 1981 fungierte er als Kapellmeister der Staatsoper Dresden, Lehrbeauftragter an der Musikhochschule Dresden und Leiter des Hochschulorchesters. 1980 nahm er eine Gastprofessur in Harvard wahr. In den Jahren 1981 bis 1983 war er Generalmusikdirektor der Staatskapelle Weimar am Deutschen Nationaltheater Weimar.
Nach einem Gastspiel in Hamburg 1983 blieb Gülke in der Bundesrepublik Deutschland, wo er sich ein Jahr später 1984 an der TU Berlin habilitierte. 1985 hatte er eine Gastprofessur in Bochum. Von 1986 bis 1996 wirkte er als Generalmusikdirektor der Stadt Wuppertal. 1994 wurde er Mitglied der Deutschen Akademie für Sprache und Dichtung Darmstadt. 1998 erhielt er den Bayerischen Literaturpreis (Karl-Vossler-Preis) für wissenschaftliche Darstellungen von literarischem Rang.
Von 1996 bis 2000 war Gülke Professor für Dirigieren an der Staatlichen Hochschule für Musik Freiburg und von 1999 bis 2002 Professor für Musikwissenschaft an der Universität Basel. Von Juni 2011 bis Juni 2014 war er Präsident der Sächsischen Akademie der Künste. Von 2015 bis 2020 war Peter Gülke Chefdirigent der Brandenburger Symphoniker. Gülke lebt in Weimar.

### Gastspiele
Gastspiele als Dirigent führten Peter Gülke in die Bundesrepublik Deutschland, in die Schweiz, in die USA und nach Österreich. Er ist regelmäßig Gast der führenden Orchester und Opernhäuser in ganz Europa. In Japan musizierte er mit dem NHK-Sinfonieorchester in Tokio.
Viele zeitgenössische Werke verdanken ihm ihre Uraufführung, außerdem hat er vergessene Werke wieder zugänglich gemacht.

## Ehrungen und Preise
- 1995: Sigmund-Freud-Preis für wissenschaftliche Prosa der Deutschen Akademie für Sprache und Dichtung Darmstadt
- 1995: Edison-Schallplattenpreis für die Gesamtaufnahme  von Schrekers Irrelohe
- Seit 1996: Mitglied der Sächsischen Akademie der Künste
- 1996: Von-der-Heydt-Preis der Stadt Wuppertal
- 1996: Edison-Preis der Schallplattenindustrie
- 1997: Mitglied der Deutschen Akademie für Sprache und Dichtung Darmstadt
- 1998: Karl-Vossler-Preis
- 2002: Österreichisches Ehrenkreuz für Wissenschaft und Kunst I. Klasse
- 2003: Ehrensenator der Hochschule für Musik Franz Liszt Weimar
- 2004: Ehrendoktor der Universität Bern
- 2006: Mitglied der Bayerischen Akademie der Schönen Künste
- 2006: Ehrendoktor der Hochschule für Musik Franz Liszt Weimar
- 2007: Ehrendoktor der Hochschule für Musik „Carl Maria von Weber“ Dresden
- 2009: Weimar-Preis
- 2014: Ernst von Siemens Musikpreis
- 2016: Bayerischer Maximiliansorden für Wissenschaft und Kunst
- 2017: Bundesverdienstkreuz am Bande[3]
- 2022: Pour le Mérite für Wissenschaften und Künste[4]
- 2023: Bundesverdienstkreuz (Großes Verdienstkreuz mit Stern)[5]

## Einspielungen
Von  Peter Gülke existieren Gesamtaufnahmen der Sinfonischen Fragmente von Franz Schubert mit der Staatskapelle Dresden sowie Werke von Schönberg, Berg und Webern mit dem Kammerorchester der Jungen Deutschen Philharmonie, Udo Zimmermanns Oper Der Schuhu und die fliegende Prinzessin (hier leitete er auch die Uraufführung). Außerdem gibt es Einspielungen von Musik am Hofe Anna Amalias (Anna Amalia, Ernst Wilhelm Wolf, Johann Friedrich Reichardt, Carl Eberwein, Franz Seraph Destouches) und Werke von Beethoven, Brahms, Britten, Baird, Benda, Glasunow, Kirchner, Leyendecker, Ravel, Schubert, Schumann, Tscherepnin und Schreker.

## Ausgaben
Peter Gülke ist Herausgeber von Sinfonien von Wolfgang Amadeus Mozart, Ludwig van Beethoven und Franz Schubert (Sinfonische Fragmente), der Memoiren von André-Ernest-Modeste Grétry und der Musikschriften von Jean-Jacques Rousseau.

## Publikationen
- Schriftbild der mehrstimmigen Musik (= Musikgeschichte in Bildern. Band 3: Musik des Mittelalters und der Renaissance. Lieferung 5). Deutscher Verlag für Musik, Leipzig 1973, (2. Auflage. ebenda 1981).
- Mönche, Bürger, Minnesänger. Musik in der Gesellschaft des europäischen Mittelalters. Koehler & Amelang, Leipzig 1975.
- Rousseau und die Musik oder von der Zuständigkeit des Dilettanten (= Taschenbücher zur Musikwissenschaft. 98). Heinrichshofen, Wilhelmshaven 1984, ISBN 3-7959-0423-4.
- Brahms, Bruckner. Zwei Studien. Bärenreiter, Kassel u. a. 1989, ISBN 3-7618-0949-2.
- Schubert und seine Zeit. Laaber-Verlag, Laaber 1991, ISBN 3-89007-266-6, (4. Auflage. ebenda 2015, ISBN 978-3-89007-266-1).
- Fluchtpunkt Musik. Reflexionen eines Dirigenten zwischen Ost und West. Bärenreiter u. a., Kassel u. a. 1994, ISBN 3-7618-1198-5.
- „Triumph der neuen Tonkunst“. Mozarts späte Sinfonien und ihr Umfeld. Bärenreiter u. a., Kassel u. a. 1998, ISBN 3-7618-2013-5.
- „… immer das Ganze vor Augen“. Studien zu Beethoven. Metzler u. a., Stuttgart u. a. 2000, ISBN 3-476-01796-6.
- Die Sprache der Musik. Essays zur Musik von Bach bis Holliger. Metzler u. a., Stuttgart u. a. 2001, ISBN 3-476-01862-8.
- Guillaume Du Fay. Musik des 15. Jahrhunderts. Metzler u. a., Stuttgart u. a. 2003, ISBN 3-476-01883-0.
- Auftakte – Nachspiele. Studien zur musikalischen Interpretation. Metzler u. a., Stuttgart u. a. 2006, ISBN 3-476-02122-X.
- Robert Schumann. Glück und Elend der Romantik. Zsolnay, Wien 2010, ISBN 978-3-552-05492-9.
- als Herausgeber: Gegen den Strom und mit der Zeit. Zum 15-jährigen Bestehen der Sächsischen Akademie der Künste. Sächsische Akademie der Künste, Dresden 2011, ISBN 978-3-934367-19-7.
- Von Bach bis Beethoven. Streifzüge durch große Musik (= Schweizer Beiträge zur Musikforschung. Band 17). Bärenreiter, Kassel u. a. 2014, ISBN 978-3-7618-2348-4.
- Musik und Abschied. Bärenreiter u. a., Kassel u. a. 2015, ISBN 978-3-7618-2377-4.
- Felix Mendelssohn Bartholdy. „Der die Widersprüche der Zeit am klarsten durchschaute“. Bärenreiter u. a., Kassel u. a. 2017, ISBN 978-3-476-04540-9.
- Dirigenten. Olms, Hildesheim 2017, ISBN 978-3-7582-0199-8.
- Mein Weimar. Insel Verlag, Berlin 2019, ISBN 978-3-458-17817-0.
- mit Alfred Brendel: Die Kunst des Interpretierens. Gespräche über Schubert und Beethoven. Bärenreiter u. a., Kassel u. a. 2020, ISBN 978-3-7618-2509-9, (2. Auflage. ebenda 2021).
- Spitzenleistungen mit schlicht-bescheidener Selbstverständlichkeit bei Peter Schreier, in: Matthias Herrmann (Hrsg.): Begegnungen mit Peter Schreier, Sax-Verlag, Beucha/Markkleeberg 2020, 2. Auflage 2021, S. 58–61.